# 67.ª edición de los Premios Grammy
La 67.ª edición de los Premios Grammy premiaron las mejores grabaciones, composiciones y artistas comprendidas desde el 16 de septiembre de 2023 al 30 de agosto de 2024, según lo elegido por los miembros de la Academia de la Grabación, el 2 de febrero de 2025.  La ceremonia se celebró en su 22.º año en el Crypto.com Arena de Los Ángeles la cual se transmitió por CBS y estuvo disponible para streaming en Paramount+.

## Antecedentes
Para la ceremonia de 2025, la Academia de Grabación anunció varios cambios en diferentes categorías y actualizaciones en las reglas de elegibilidad. Por primera vez en cuatro años no se introdujeron nuevas categorías. En una carta urgente a los 12 000 miembros votantes de la Academia de Grabación, el director ejecutivo (CEO), Harvey Mason Jr. los instó a emitir sus votos con "propósito, intención e integridad", y sin "parcialidad, rencor o votación descuidada". Del 11 de noviembre de 2024 al 28 de enero de 2025, se hicieron cambios en la los créditos de la lista de nominados. Por ejemplo, Post Malone (Austin Post) y Bobby Greenleaf fueron añadidos como directores artísticos en su álbum nominado F-1 Trillion, y Charli XCX fue añadida como directora artística en su álbum nominado Brat en la categoría de mejor diseño de embalaje.

### Cambios en categorías
- La mejor grabación remezclada, no clásica se trasladó del campo de producción, ingeniería, composición y arreglos al campo de pop y dance/electrónica.
- La mejor grabación pop dance pasó a llamarse mejor grabación dance pop.
- El mejor álbum de música dance o electrónico pasó a llamarse simplemente mejor álbum dance o electrónico. Los criterios de la categoría se modificaron para establecer que los álbumes deben consistir en al menos un 50% de grabaciones dance o electrónicas para calificar.
- La música de conjunto ahora será reconocida en la categoría de mejor álbum de música de raíces regionales, en lugar de Mejor álbum de música mexicana (incluyendo tejano).
- Se modificó la mejor banda sonora para videojuegos y otros medios interactivos para establecer una calificación de que más del 50% de la música en una grabación de otro modo sería elegible debe ser de nuevos episodios o nueva programación lanzada durante el año de elegibilidad del Grammy para el cual se presentó.
- El premio a la mejor canción para el cambio social, un premio especial al mérito, pasó a llamarse premio Harry Belafonte a la mejor canción para el cambio social. Ahora será reconocido como un premio al mérito del CEO, y los finalistas y destinatarios serán seleccionados anualmente por un comité compuesto por una comunidad de otros pares dedicados a la "expresión artística, el arte de escribir canciones y el poder de las canciones para generar cambios sociales".[7]

### Modificaciones en los criterios
- Todos los artistas destacados certificados elegibles con menos del 50% de tiempo de reproducción recibirán un certificado de ganador para todas las categorías de álbumes de género. Esta regla no se aplica a las categorías de mejor álbum de teatro musical ni a las categorías generales y otras categorías.
- La tarifa anual que deben pagar las empresas de medios para ingresar una grabación en el proceso de inscripción en línea se subió a $180.
- Se modificaron los criterios de la mejor interpretación de R&B tradicional para "representar con mayor precisión las grabaciones que incorporan los elementos clásicos de la música R&B o soul, separándolas de las interpretaciones contemporáneas del género".
- Se modificaron los criterios del mejor álbum vocal pop tradicional para expandir la categoría "ampliando su alcance y dando la bienvenida a más participantes de la comunidad del teatro musical". También se actualizaron los criterios de elegibilidad de los álbumes, exigiendo que los mismos contengan más del 75% de interpretaciones recién grabadas (previamente inéditas).
- Se modificaron los criterios para el mejor álbum de música infantil, con el requisito de que se incluyan letras y traducciones al idioma inglés para ser nominado. El rango de público objetivo también se definió como "desde bebés hasta niños de 12 años".
- Las pautas de nominaciones para el premio a compositor del año, no clásico, se modificaron con la esperanza de permitir una "representación más amplia de la comunidad de compositores", y el umbral mínimo de presentación en el que un compositor es acreditado como compositor o coautor (no como artista principal o destacado o productor) se redujo de cinco canciones a cuatro. El número adicional de canciones que un compositor puede presentar en las que también aparece acreditado como artista principal o destacado, o cualquier otro rol secundario, también se incrementó de cuatro canciones a cinco.

## Presentaciones en vivo

### Ceremonia de estreno
Los artistas que participaron en la Ceremonia de Premier, se anunciaron el 29 de enero de 2025.
| Artista(s)                                                                   | Canción(es)                 |
| ---------------------------------------------------------------------------- | --------------------------- |
| Yolanda Adams Wayne Brady Deborah Cox Scott Hoying Angélique Kidjo Taj Mahal | «Bridge over Troubled Water |
| Joe Bonamassa                                                                | «Twenty-Four Hour Blues»    |
| Muni Long                                                                    | «Made for Me»               |
| Béla Fleck                                                                   | «Rhapsody in Blue»          |
| Joyce DiDonato Renée Fleming Kelli O'Hara Kevin Puts                         | «All Long»                  |

### Ceremonia principal
El primer grupo de intérpretes en la ceremonia principal incluyó a Billie Eilish, Chappell Roan, Charli XCX y Sabrina Carpenter. Este se anunció el 24 de enero de 2025. El segundo grupo de intérpretes, incluyó a Chris Martin, Cynthia Erivo, Janelle Monáe y Stevie Wonder. Este se anunció el 29 de enero.  
| Artista(s)                                                                           | Canción(es) |
| ------------------------------------------------------------------------------------ | --- |
| John Legend Sheryl Crow St. Vincent Dawes Brad Paisley Brittany Howard               | «I Love L.A.» (Tributo por los incendios forestales en Los Ángeles)                                                                     |
| Billie Eilish Finneas O'Connell                                                      | «Birds of a Feather» |
| Sabrina Carpenter                                                                    | «Espresso» «Please Please Please» |
| Chappell Roan                                                                        | «Pink Pony Club» |
| Khruangbin                                                                           | «May Ninth» |
| Benson Boone                                                                         | «Beautiful Things» |
| Doechii                                                                              | «Catfish» «Denial Is a River» |
| Teddy Swims                                                                          | «Lose Control» |
| Shaboozey                                                                            | «Good News» «A Bar Song (Tipsy)» |
| Raye                                                                                 | «Oscar Winning Tears» |
| Lady Gaga Bruno Mars                                                                 | «California Dreamin'» (Tributo por los incendios forestales en Los Ángeles)                                                             |
| The Weeknd Playboi Carti                                                             | «Cry for Me» «Timeless» (Presentación sorpresa)                                                                                         |
| Cynthia Erivo Herbie Hancock Janelle Monáe Jacob Collier Lainey Wilson Stevie Wonder | «Fly Me to the Moon» «Let the Good Times Roll» «Bluesette» «We Are the World» «Don't Stop 'Til You Get Enough» (Tributo a Quincy Jones) |
| Chris Martin Grace Bowers                                                            | «All My Love» (In memoriam) |
| Shakira                                                                              | «Ojos así» «Shakira: BZRP Music Sessions, Vol. 53»                                                                                      |
| Charli XCX                                                                           | «Von Dutch» «Guess» |

## Ganadores y nominados
Los ganadores en categorías específicas aparecen primeros y resaltados en negrita.

### Categorías generales

#### Grabación del año
| Ganador | Nominados |
| --- | --- |
| - «Not Like Us» – Kendrick Lamar - Mustard, Sean Momberger y Sounwave, productores; Ray Charles Brown Jr. y Johnathan Turner, ingenieros/mezcladores; Nicolas de Porcel, ingeniero de masterización | - «Now and Then» – The Beatles - Giles Martin y Paul McCartney, productores; Geoff Emerick, Steve Genewick, Jon Jacobs, Greg McAllister, Steve Orchard, Keith Smith, Mark «Spike» Stent y Bruce Sugar, ingenieros/mezcladores; Miles Showell, ingeniero de masterización - «Texas Hold 'Em» – Beyoncé - Beyoncé, Nate Ferraro, Killah B y Raphael Saadiq, productores; Hotae Alexander Jang, Alex Nibley y Stuart White, ingenieros/mezcladores; Colin Leonard, ingeniero de masterización - «Espresso» – Sabrina Carpenter - Julian Bunetta, productor; Julian Bunetta y Jeff Gunnell, ingenieros/mezcladores; Nathan Dantzler, ingeniero de masterización - «360» – Charli XCX - Cirkut y A. G. Cook, productores; Cirkut y Manolo Marroquín, ingenieros/mezcladores; Idania Valencia, ingeniero de masterización - «Birds of a Feather» – Billie Eilish - Billie Eilish y Finneas, productores; Thom Beemer, Jon Castelli, Billie Eilish, Finneas, Aron Forbes, Brad Lauchert y Chaz Sexton, ingenieros/mezcladores; Dale Becker, ingeniero de masterización - «Good Luck, Babe!» – Chappell Roan - Dan Nigro, productor; Mitch McCarthy y Dan Nigro, ingenieros/mezcladores; Randy Merrill, ingeniero de masterización - «Fortnight» – Taylor Swift con Post Malone - Jack Antonoff, Louis Bell y Taylor Swift, productores; Louis Bell, Bryce Bordone, Serban Ghenea, Sean Hutchinson, Oli Jacobs, Michael Riddleberger y Laura Sisk, ingenieros/mezcladores; Randy Merrill, ingeniero de masterización |

#### Álbum del año
| Ganador | Nominados |
| --- | --- |
| - Cowboy Carter – Beyoncé - Beyoncé, Terius «The-Dream» Gesteelde-Diamant y Dave Hamelin, productores; Matheus Braz, Brandon Harding, Hotae Alexander Jang, Dani Pampuri y Stuart White, ingenieros/mezcladores; Ryan Beatty, Beyoncé, Camaron Ochs, Terius «The-Dream» Gesteelde-Diamant, Dave Hamelin, S. Carter y Raphael Saadiq, escritores; Colin Leonard, ingeniero de masterización | - New Blue Sun – André 3000 - André 3000 y Carlos Niño, productores; André 3000, Carlos Niño y Ken Oriole, ingenieros/mezcladores; André 3000, Surya Botofasina, Nate Mercereau y Carlos Niño, escritores; Andy Kravitz, ingeniero de masterización - Short n' Sweet – Sabrina Carpenter - Jack Antonoff, Julian Bunetta, Ian Kirkpatrick y John Ryan, productores; Bryce Bordone, Julian Bunetta, Serban Ghenea, Jeff Gunnell, Oli Jacobs, Manolo Marroquín, John Ryan y Laura Sisk, ingenieros/mezcladores; Amy Allen, Jack Antonoff, Julian Bunetta, Sabrina Carpenter, Ian Kirkpatrick, Julia Michaels y John Ryan, escritores; Nathan Dantzler y Ruairi O'Flaherty, ingenieros de masterización - Brat – Charli XCX - Charli XCX, Cirkut y A. G. Cook, productores; A. G. Cook, Tom Norris y Geoff Swan, ingenieros/mezcladores; Charlotte Aitchison, Henry Walter, Alexander Guy Cook, Finn Keane y Jonathan Christopher Shave, escritores; Idania Valencia, ingeniero de masterización - Djesse Vol. 4 – Jacob Collier - Jacob Collier, productor; Ben Bloomberg, Jacob Collier y Paul Pouwer, ingenieros/mezcladores; Jacob Collier, escritor; Chris Allgood y Emily Lazar, ingeniero de masterización - Hit Me Hard and Soft – Billie Eilish - Billie Eilish y Finneas, productores; Thom Beemer, Jon Castelli, Billie Eilish, Finneas, Aron Forbes, Brad Lauchert y Chaz Sexton, ingenieros/mezcladores; Billie Eilish O'Connell y Finneas, escritores; Dale Becker, ingeniero de masterización - The Rise and Fall of a Midwest Princess – Chappell Roan - Dan Nigro, productor; Mitch McCarthy y Daniel Nigro, ingenieros/mezcladores; Daniel Nigro y Kayleigh Rose Amstutz, escritores; Randy Merrill, ingeniero de masterización - The Tortured Poets Department – Taylor Swift - Jack Antonoff, Aaron Dessner y Taylor Swift, productores; Zem Audu, Bella Blasko, Bryce Bordone, Serban Ghenea, David Hart, Mikey Freedom Hart, Sean Hutchinson, Oli Jacobs, Jonathan Low, Michael Riddleberger, Christopher Rowe, Laura Sisk y Evan Smith, ingenieros/mezcladores; Jack Antonoff, Aaron Dessner y Taylor Swift, escritores; Randy Merrill, ingeniero de masterización |

#### Canción del año
| Ganador                                                     | Nominados |
| ----------------------------------------------------------- | --- |
| - «Not Like Us» - Kendrick Lamar, escritor (Kendrick Lamar) | - «A Bar Song (Tipsy)» - Sean Cook, Collins Obinna Chibueze y Nevin Sastry, escritores (Shaboozey) - «Birds of a Feather» - Billie Eilish O'Connell y Finneas, escritores (Billie Eilish) - «Die with a Smile» - Dernst Emile II, James Fauntleroy, Lady Gaga, Bruno Mars y Andrew Watt, escritores (Lady Gaga y Bruno Mars) - «Fortnight» - Jack Antonoff, Austin Post y Taylor Swift, escritores (Taylor Swift con Post Malone) - «Good Luck, Babe!» - Kayleigh Rose Amstutz, Dan Nigro y Justin Tranter, escritores (Chappell Roan) - «Please Please Please» - Amy Allen, Jack Antonoff y Sabrina Carpenter, escritores (Sabrina Carpenter) - «Texas Hold 'Em» - Brian Bates, Atia Boggs, Beyoncé, Elizabeth Lowell Boland, Megan Bülow, Nate Ferraro y Raphael Saadiq, escritores (Beyoncé) |

#### Mejor artista nuevo
| Ganador       | Nominados                                                                                  |
| ------------- | ------------------------------------------------------------------------------------------ |
| Chappell Roan | - Benson Boone - Sabrina Carpenter - Doechii - Khruangbin - Raye - Shaboozey - Teddy Swims |

#### Productor del año, no clásico
| Ganador | Nominados |
| --- | --- |
| Daniel Nigro 1. «Can’t Catch Me Now» (de The Hunger Games: The Ballad of Songbirds & Snakes) (Olivia Rodrigo) (S) 2. The Rise and Fall of a Midwest Princess (Chappell Roan) (A) 3. «Girl I’ve Always Been» (Olivia Rodrigo) (T) 4. «Good Luck, Babe!» (Chappell Roan) (S) 5. «So American» (Olivia Rodrigo) (T) 6. «Stranger» (Olivia Rodrigo) (T) | - Alissia 1. «Bugs» (Jamila Woods) (T) 2. «Don't Matter» (Rae Khalil) (T) 3. «Honey» (BJ The Chicago Kid con Chlöe) (T) 4. «Irreplaceable (Interlude)» (Rae Khalil) (T) 5. «Is It Worth It» (Rae Khalil) (S) 6. «Love Takeover» (Lion Babe) (S) 7. «Spend the Night» (BJ The Chicago Kid, Coco Jones) (T) - Dernst «D'Mile» Emile II 1. Algorithm (Lucky Daye) (A) 2. «Bar Song» (Koe Wetzel) (T) 3. «Die with a Smile» (Lady Gaga, Bruno Mars) (S) 4. «Hericane» (Lucky Daye) (T) 5. «I Love U» (Usher) (T) 6. «One of Them Ones» (Usher) (T) 7. «Power of Two» (de Star Wars: The Acolyte) (Victoria Monét) (T) 8. «That's You» (Lucky Daye) (T) - Ian Fitchuk 1. «Amen» (Beyoncé) (T) 2. Angel Face (Stephen Sanchez) (A) 3. Deeper Well (Kacey Musgraves) (A) 4. Don't Forget Me (Maggie Rogers) (A) 5. «Lemon» (Still Woozy) (S) 6. «Oh, Gemini» (Role Model) (S) 7. «Peaceful Place» (Leon Bridges) (S) 8. «Redemption Song» (de Bob Marley: One Love – Music Inspired by the Film) (Leon Bridges) (S) 9. «Three Little Birds» (de Bob Marley: One Love – Music Inspired by the Film) (Kacey Musgraves) (S) - Mustard 1. Faith of a Mustard Seed (Mustard) (A) 2. «Not Like Us» (Kendrick Lamar) (S) 3. «Parking Lot» (Mustard y Travis Scott) (S) |

#### Escritor del año, no clásico
| Ganador | Nominados |
| --- | --- |
| Amy Allen 1. «Chrome Cowgirl» (Leon Bridges) (S) 2. «Espresso» (Sabrina Carpenter) (S) 3. «High Road» (Koe Wetzel y Jessie Murph) (S) 4. «Please Please Please» (Sabrina Carpenter) (S) 5. «Run for the Hills» (Tate McRae) (S) 6. «Scared of My Guitar» (Olivia Rodrigo) (T) 7. «Selfish» (Justin Timberlake) (S) 8. «Sweet Dreams» (Koe Wetzel) (S) 9. «Taste» (Sabrina Carpenter) (S) | - Jessi Alexander 1. «Ain't No Love in Oklahoma» (Luke Combs) (S) 2. «All I Ever Do Is Leave» (Luke Combs) (S) 3. «Chevrolet» (Dustin Lynch con Jelly Roll) (S) 4. «Make Me a Mop» (Cody Johnson) (S) 5. «Never Left Me» (Megan Moroney) (S) 6. «No Caller ID» (Megan Moroney) (S) 7. «Noah» (Megan Moroney) (S) 8. «Remember Him That Way» (Luke Combs) (S) 9. «Roulette on the Heart» (Conner Smith y Hailey Whitters) (S) - Edgar Barrera 1. «Atención» (Ivan Cornejo) (T) 2. «(Entre paréntesis)» (Shakira y Grupo Frontera) (T) 3. «It Was Always You (Siempre fuiste tú)» (Carin Leon y Leon Bridges) (S) 4. «No se vale» (Camilo) (T) 5. «The One (Pero no como yo)» (Carin Leon & Kane Brown) (S) 6. «Por el contrario» (Becky G con Ángela Aguilar y Leonardo Aguilar) (T) 7. «Si antes te hubiera conocido» (Karol G) (S) 8. «Sincere» (Khalid) (T) 9. «Tommy & Pamela» (Peso Pluma y Kenia Os) (T) - Jessie Jo Dillon 1. «Am I Okay?» (Megan Moroney) (T) 2. «Go to Hell» (Post Malone) (T) 3. «Heaven by Noon» (Megan Moroney) (T) 4. «Lies Lies Lies» (Morgan Wallen) (S) 5. «Messed Up as Me» (Keith Urban) (S) 6. «Never Left Me» (Megan Moroney) (T) 7. «No Caller ID» (Megan Moroney) (T) 8. «Sorry Mom» (Kelsea Ballerini) (S) 9. «Two Hearts» (Post Malone) (T) - Raye 1. «Ask & You Shall Receive» (Rita Ora) (S) 2. «Because I Love You» (Halle) (S) 3. «Dear Ben, Pt II» (Jennifer Lopez) (T) 4. «Genesis» (Raye) (S) 5. «Mother Nature» (Raye y Hans Zimmer) (S) 6. «Paralyzed» (Lucky Daye con Raye) (T) 7. «Riiverdance» (Beyoncé) (T) 8. «You're Hired» (Neiked con Ayra Starr) (S) |

### Categorías específicas

#### Pop ydance/electrónica
| Mejor interpretación pop solista - «Espresso» – Sabrina Carpenter - «Bodyguard» – Beyoncé - «Apple» – Charli XCX - «Birds of a Feather» – Billie Eilish - «Good Luck, Babe!» – Chappell Roan | Mejor interpretación de pop de dúo/grupo - «Die with a Smile» – Lady Gaga y Bruno Mars - «Us» – Gracie Abrams con Taylor Swift - «Levii's Jeans» – Beyoncé con Post Malone - «Guess» – Charli XCX y Billie Eilish - «The Boy Is Mine» – Ariana Grande, Brandy y Monica |
| Mejor álbum de pop vocal - Short n' Sweet – Sabrina Carpenter - Hit Me Hard and Soft – Billie Eilish - Eternal Sunshine – Ariana Grande - The Rise and Fall of a Midwest Princess – Chappell Roan - The Tortured Poets Department – Taylor Swift | Mejor grabación dance/electrónica - «Neverender» – Justice y Tame Impala - Gaspard Augé y Xavier De Rosnay, productores; Gaspard Augé, Xavier De Rosnay, Damien Quintard y Vincent Taurelle, mezcladores - «She's Gone, Dance On» – Disclosure - Guy Lawrence y Howard Lawrence, productores; Guy Lawrence, mezclador - «Loved» – Four Tet - Kieran Hebden, productor; Kieran Hebden, mezclador - «Leavemealone» – Fred Again y Baby Keem - Boo, Fred Again, Alex Gibson, Kieran Hebden, Loose, Skrillex y Sid Stone, productores; Fred Again y Jay Reynolds, mezcladores - «Witchy» – Kaytranada - Lauren D'Elia y Kaytranada, productores; Neal H Pogue, mezclador |
| Mejor grabación dance pop - «Von Dutch» – Charli XCX - Finn Keane, productor; Tom Norris, mezclador - «Make You Mine» – Madison Beer - Madison Beer y Leroy Clampitt, productores; Mitch McCarthy, mezclador - «L’amour de Ma Vie (Over Now Extended Edit)» – Billie Eilish - Billie Eilish y Finneas, productores; Jon Castelli y Aron Forbes, mezcladores - «Yes, And?» – Ariana Grande - Ariana Grande, Ilya y Max Martin, productores; Serban Ghenea, mezclador - «Got Me Started» – Troye Sivan - Styalz Fuego y Ian Kirkpatrick, productores; Alex Ghenea, mezclador | Mejor álbum dance o electrónico - Brat – Charli XCX - Three – Four Tet - Hyperdrama – Justice - Timeless – Kaytranada - Telos – Zedd |
| Mejor grabación remezclada - «Espresso» (remezcla «Working Late» de Mark Ronson y FnZ) – FnZ y Mark Ronson, remezcladores (Sabrina Carpenter) - «Alter Ego» (remezcla de Kaytranada) – Kaytranada, remezclador (Doechii con JT) - «A Bar Song (Tipsy)» (remezcla) – David Guetta, remezclador (Shaboozey y David Guetta) - «Jah Sees Them» (remezcla de Amapiano) – Alexx Antaeus, Footsteps y MrMyish, remezcladores (Julian Marley y Antaeus) - «Von Dutch» – A. G. Cook, remezclador (Charli XCX y A. G. Cook con Addison Rae)                                          | |

#### Rock,metaly alternativo
| Mejor interpretación rock - «Now and Then» – The Beatles - «Beautiful People (Stay High)» – The Black Keys - «The American Dream Is Killing Me» – Green Day - «Gift Horse» – Idles - «Dark Matter» – Pearl Jam - «Broken Man» – St. Vincent | Mejor interpretación de metal - «Mea Culpa (Ah! Ça ira!)» – Gojira, Marina Viotti y Victor Le Masne - «Crown of Horns» – Judas Priest - «Suffocate» – Knocked Loose con Poppy - «Screaming Suicide» – Metallica - «Cellar Door» – Spiritbox |
| Mejor canción rock - «Broken Man» – Annie Clark, escritora (St. Vincent) - «Beautiful People (Stay High)» – Dan Auerbach, Patrick Carney, Beck Hansen y Daniel Nakamura, escritores (The Black Keys) - «Dark Matter» – Jeff Ament, Matt Cameron, Stone Gossard, Mike McCready, Eddie Vedder y Andrew Watt, escritores (Pearl Jam) - «Dilemma» – Billie Joe Armstrong, Tré Cool y Mike Dirnt, escritores (Green Day) - «Gift Horse» – Jon Beavis, Mark Bowen, Adam Devonshire, Lee Kiernan y Joe Talbot, escritores (Idles) | Mejor álbum rock - Hackney Diamonds – The Rolling Stones - Happiness Bastards – The Black Crowes - Romance – Fontaines D.C. - Saviors – Green Day - Tangk – Idles - Dark Matter – Pearl Jam - No Name – Jack White                          |
| Mejor interpretación de música alternativa - «Flea» – St. Vincent - «Neon Pill» – Cage the Elephant - «Song of the Lake» – Nick Cave and the Bad Seeds - «Starburster» – Fontaines D.C. - «Bye Bye» – Kim Gordon | Mejor álbum de música alternativa - All Born Screaming – St. Vincent - Wild God – Nick Cave and the Bad Seeds - Charm – Clairo - The Collective – Kim Gordon - What Now – Brittany Howard                                                   |

#### R&B, rap y poesía hablada
| Mejor interpretación de R&B - «Made for Me» (en vivo en BET) – Muni Long - «Guidance» – Jhené Aiko - «Residuals» – Chris Brown - «Here We Go (Uh Oh)» – Coco Jones - «Saturn» – SZA | Mejor interpretación de R&B tradicional - «That's You» – Lucky Daye - «Wet» – Marsha Ambrosius - «Can I Have This Groove» – Kenyon Dixon - «No Lie» – Lalah Hathaway con Michael McDonald - «Make Me Forget» – Muni Long |
| Mejor canción R&B - «Saturn» – Rob Bisel, Cian Ducrot, Carter Lang, Solána Rowe, Jared Solomon y Scott Zhang, escritores (SZA) - «After Hours» – Diovanna Frazier, Alex Goldblatt, Kehlani Parrish, Khris Riddick-Tynes y Daniel Upchurch, escritores (Kehlani) - «Burning» – Ronald Banful y Temilade Openiyi, escritores (Tems) - «Here We Go (Uh Oh)» – Sara Diamond, Sydney Floyd, Marisela Jackson, Courtney Jones, Carl McCormick y Kelvin Wooten, escritores (Coco Jones) - «Ruined Me» – Jeff Gitelman, Kareen Lomax, Priscilla Renea y Kevin Theodore, escritores (Muni Long) | Mejor álbum de R&B progresivo - So Glad to Know You – Avery*Sunshine - Why Lawd? – NxWorries (Anderson .Paak y Knxwledge) - En Route – Durand Bernarr - Bando Stone & the New World – Childish Gambino - Crash – Kehlani |
| Mejor álbum de R&B - 11:11 (Deluxe) – Chris Brown - Vantablack – Lalah Hathaway - Revenge – Muni Long - Algorithm – Lucky Daye - Coming Home – Usher | Mejor interpretación de rap - «Not Like Us» – Kendrick Lamar - «Enough (Miami)» – Cardi B - «When the Sun Shines Again» – Common y Pete Rock con Posdnuos - «Nissan Altima» – Doechii - «Houdini» – Eminem - «Like That» – Future, Metro Boomin y Kendrick Lamar - «Yeah Glo!» – GloRilla |
| Mejor interpretación de rap melódico - «3:AM» – Rapsody con Erykah Badu - «Kehlani» – Jordan Adetunji con Kehlani - «Spaghettii» – Beyoncé con Linda Martell y Shaboozey - «We Still Don't Trust You» – Future, Metro Boomin y The Weeknd - «Big Mama» – Latto | Mejor canción rap - «Not Like Us» – Kendrick Lamar, escritor (Kendrick Lamar) - «Asteroids» – Marlanna Evans, escritora (Rapsody con Hit-Boy) - «Carnival» – Jordan Carter, Raul Cubina, Grant Dickinson, Samuel Lindley, Nasir Pemberton, Dimitri Roger, Ty Dolla $ign, Kanye West y Mark Carl Stolinski Williams, escritores (¥$ (Kanye West y Ty Dolla $ign) con Rich The Kid y Playboi Carti) - «Like That» – Kendrick Lamar Duckworth, Kobe «BbyKobe» Hood, Leland Wayne y Nayvadius Wilburn, escritores (Future, Metro Boomin y Kendrick Lamar) - «Yeah Glo!» – Ronnie Jackson, Jaucquez Lowe, Timothy McKibbins, Kevin Andre Price, Julius Rivera III y Gloria Woods, escritores (GloRilla) |
| Mejor álbum de rap - Alligator Bites Never Heal – Doechii - Might Delete Later – J. Cole - The Auditorium, Vol. 1 – Common y Pete Rock - The Death of Slim Shady (Coup de Grâce) – Eminem - We Don't Trust You – Future y Metro Boomin | Mejor álbum de poesía hablada - The Heart, The Mind, The Soul – Tank and the Bangas - Civil Writes: The South Got Something yo Say – Queen Sheba - Concrete & Whiskey Act II Part 1: A Bourbon 30 Series – Omari Hardwick - Good M.U.S.I.C. Universe Sonic Sinema Episode 1: In the Beginning Was the Word – Malik Yusef - The Seven Number Ones – Mad Skillz |

#### Jazz, pop tradicional, instrumental contemporáneo y teatro musical
| Mejor interpretación de jazz - «Twinkle Twinkle Little Me» – Samara Joy con Sullivan Fortner - «Walk with Me, Lord (Sound \| Spirit)» – The Baylor Proyect - «Phoenix Reimagined» (en vivo) – Lakecia Benjamin con Randy Brecker, Jeff «Tain» Watts y John Scofield - «Juno» – Chick Corea y Béla Fleck - «Little Fears» – Dan Pugach Big Band con Nicole Zuraitis y Troy Roberts | Mejor álbum de jazz vocal - A Joyful Holiday – Samara Joy - Journey in Black – Christie Dashiell - Wildflowers Vol. 1 – Kurt Elling y Sullivan Fortner - Milton + Esperanza – Milton Nascimento y Esperanza Spalding - My Ideal – Catherine Russell y Sean Mason                                                             |
| Mejor álbum de jazz instrumental - Remembrance – Chick Corea y Béla Fleck - Owl Song – Ambrose Akinmusire con Bill Frisell y Herlin Riley - Beyond This Place – Kenny Barron con Kiyoshi Kitagawa, Johnathan Blake, Immanuel Wilkins y Steve Nelson - Phoenix Reimagined (Live) – Lakecia Benjamin - Solo Game – Sullivan Fortner | Mejor álbum jazz conjunto - Bianca Reimagined: Music for Paws and Persistence – Dan Pugach Big Band - Returning to Forever – John Beasley y Frankfurt Radio Big Band - And So It Goes – The Clayton-Hamilton Jazz Orchestra - Walk a Mile in My Shoe – Orrin Evans y The Captain Black Big Band - Golden City – Miguel Zenón |
| Mejor álbum de jazz latino - Cubop Lives! – Luques Curtis, Zaccai Curtis, Willie Martinez, Camilo Molina y Reinaldo de Jesus - Spain Forever Again – Michel Camilo y Tomatito - Collab – Hamilton de Holanda y Gonzalo Rubalcaba - Time and Again – Eliane Elias - El Trio: Live in Italy – Horacio «El Negro» Hernández, John Beasley y José Gola - Cuba and Beyond – Chucho Valdés y Royal Quartet - As I Travel – Donald Vega con Lewis Nash, John Patitucci y Luisito Quintero | Mejor álbum de jazz alternativo - No More Water: The Gospel of James Baldwin – Meshell Ndegeocello - Night Reign – Arooj Aftab - New Blue Sun – André 3000 - Code Derivation – Robert Glasper - Foreverland – Keyon Harrold                                                                                                  |
| Mejor álbum de pop vocal tradicional - Visions – Norah Jones - À Fleur De Peau – Cyrille Aimée - Good Together – Lake Street Dive - Impossible Dream – Aaron Lazar - Christmas Wish – Gregory Porter | Mejor álbum contemporáneo instrumental - Plot Armor – Taylor Eigsti - Rhapsody in Blue – Béla Fleck - Orchestras (Live) – Bill Frisell con Alexander Hanson, Brussels Philharmonic, Rudy Royston y Thomas Morgan - Mark – Mark Guiliana - Speak to Me – Julian Lage                                                          |
| Mejor álbum de teatro musical - Hell’s Kitchen – Shoshana Bean, Brandon Victor Dixon, Kecia Lewis y Maleah Joi Moon, vocalistas principales; Adam Blackstone, Alicia Keys y Tom Kitt, productores (Alicia Keys, compositora y letrista) (elenco original de Broadway) - Merrily We Roll Along – Jonathan Groff, Lindsay Mendez y Daniel Radcliffe, vocalistas principales; David Caddick, Joel Fram, Maria Friedman y David Lai, productores (Stephen Sondheim, compositor y letrista) (elenco nuevo de Broadway) - The Notebook – John Clancy, Carmel Dean, Kurt Deutsch, Derik Lee, Kevin McCollum y Ingrid Michaelson, productores; Ingrid Michaelson, compositora y letrista (elenco original de Broadway) - The Outsiders – Joshua Boone, Brent Comer, Brody Grant y Sky Lakota-Lynch, vocalistas principales; Zach Chance, Jonathan Clay, Matt Hinkley, Justin Levine y Lawrence Manchester, productores; Zach Chance, Jonathan Clay y Justin Levine, compositores/letristas (elenco original de Broadway) - Suffs – Andrea Grody, Dean Sharenow y Shaina Taub, productores; Shaina Taub, compositora y letrista (elenco original de Broadway) - The Wiz – Wayne Brady, Deborah Cox, Nichelle Lewis y Avery Wilson, vocalistas principales; Joseph Joubert, Allen René Louis y Lawrence Manchester, productores (Charlie Smalls, compositor y letrista) (elenco de Broadway de 2024) | |

#### Countryy música de raíces americanas
| Mejor interpretación de country solista - «It Takes a Woman» – Chris Stapleton - «16 Carriages» – Beyoncé - «I Am Not Okay» – Jelly Roll - «The Architect» – Kacey Musgraves - «A Bar Song (Tipsy)» – Shaboozey | Mejor interpretación country, dúo o grupo - «II Most Wanted» – Beyoncé con Miley Cyrus - «Cowboys Cry Too» – Kelsea Ballerini y Noah Kahan - «Break Mine» – Brothers Osborne - «Bigger Houses» – Dan + Shay - «I Had Some Help» – Post Malone con Morgan Wallen                   |
| Mejor canción country - «The Architect» – Shane McAnally, Kacey Musgraves y Josh Osborne, escritores (Kacey Musgraves) - «A Bar Song (Tipsy)» – Sean Cook, Collins Obinna Chibueze y Nevin Sastry, escritores (Shaboozey) - «I Am Not Okay» – Casey Brown, Jason DeFord, Ashley Gorley y Taylor Phillips, escritores (Jelly Roll) - «I Had Some Help» – Louis Bell, Ashley Gorley, Hoskins, Austin Post, Ernest Smith, Ryan Vojtesak, Morgan Wallen y Chandler Paul Walters, escritores (Post Malone con Morgan Wallen) - «Texas Hold 'Em – Brian Bates, Atia Boggs, Beyoncé, Elizabeth Lowell Boland, Megan Bülow, Nate Ferraro y Raphael Saadiq, escritores (Beyoncé) | Mejor álbum de country - Cowboy Carter – Beyoncé - F-1 Trillion – Post Malone - Deeper Well – Kacey Musgraves - Higher – Chris Stapleton - Whirlwind – Lainey Wilson |
| Mejor interpretación de raíces americanas - «Lighthouse» – Sierra Ferrell - «Blame It on Eve» – Shemekia Copeland - «Nothing in Rambling» – The Fabulous Thunderbirds con Bonnie Raitt, Keb' Mo', Taj Mahal y Mick Fleetwood - «The Ballad of Sally Anne» – Rhiannon Giddens | Mejor interpretación de americana - «American Dreaming» – Sierra Ferrell - «Ya Ya» – Beyoncé - «Subtitles» – Madison Cunningham - «Don't Do Me Good» – Madi Diaz con Kacey Musgraves - «Runaway Train» – Sarah Jarosz - «Empty Trainload of Sky» – Gillian Welch y David Rawlings |
| Mejor canción de raíces americanas - «American Dreaming» – Sierra Ferrell y Melody Walker, escritoras (Sierra Ferrell) - «Ahead of the Game» – Mark Knopfler, escritor (Mark Knopfler) - «All in Good Time» Sam Beam, escritor (Iron & Wine con Fiona Apple) - «All My Friends» – Aoife O'Donovan, escritora (Aoife O'Donovan) - «Blame It on Eve» – John Hahn y Will Kimbrough, escritores (Shemekia Copeland) | Mejor álbum de americana - Trail of Flowers – Sierra Ferrell - The Other Side – T Bone Burnett - $10 Cowboy – Charley Crockett - Polaroid Lovers – Sarah Jarosz - No One Gets Out Alive – Maggie Rose - Tigers Blood – Waxahatchee                                                |
| Mejor álbum de bluegrass - Live Vol. 1 – Billy Strings - I Built a World – Bronwyn Keith-Hynes - Songs of Love and Life – Del McCoury Band - No Fear – Sister Sadie - Earl Jam – Tony Trischka - Dan Tyminski: Live From the Ryman – Dan Tyminski | Mejor álbum de blues tradicional - Swingin' Live at the Church in Tulsa – The Taj Mahal Sextet - Hill Country Love – Cedric Burnside - Struck Down – The Fabulous Thunderbirds - One Guitar Woman – Sue Foley - Sam's Place – Little Feat                                         |
| Mejor álbum de blues contemporáneo - Mileage – Ruthie Foster - Blues Deluxe Vol. 2 – Joe Bonamassa - Blame It on Eve – Shemekia Copeland - Friendlytown – Steve Cropper y The Midnight Hour - The Fury – Antonio Vergara | Mejor álbum de folk - Woodland – Gillian Welch y David Rawlings - American Patchwork Quartet – American Patchwork Quartet - Weird Faith – Madi Diaz - Bright Future – Adrianne Lenker - All My Friends – Aoife O'Donovan                                                          |
| Mejor álbum de raíces regionales - Kuini – Kalani Pe'a - 25 Back to My Roots – Sean Ardoin y Kreole Rock and Soul - Live at the 2024 New Orleans Jazz & Heritage Festival – Big Chief Monk Boudreaux y The Golden Eagles con J'Wan Boudreaux - Live at the 2024 New Orleans Jazz & Heritage Festival – New Breed Brass Band con Trombone Shorty - Stories from the Battlefield – The Rumble con Chief Joseph Boudreaux Jr. | |

#### Góspel y música cristiana contemporánea
| Mejor interpretación/canción de góspel - «One Hallelujah» – Tasha Cobbs Leonard, Erica Campbell e Israel Houghton con Jonathan McReynolds y Jekalyn Carr; G. Morris Coleman, Israel Houghton, Kenneth Leonard Jr., Tasha Cobbs Leonard y Naomi Raine, escritores - «Church Doors» – Yolanda Adams; Donald Lawrence y Sir William James Baptist, escritores - «Yesterday» – Melvin Crispell III - «Hold On» (en vivo) – Ricky Dillard - «Holy Hands» – Doe; Jesse Paul Barrera, Jeffrey Castro Bernat, Dominique Jones, Timothy Ferguson, Kelby Shavon Johnson Jr., Jonathan McReynolds, Rickey Slikk Muzik Offord y Juan Winans, escritores | Mejor interpretación/canción de música cristiana contemporánea - «That's My King» – CeCe Winans; Taylor Agan, Kellie Gamble, Lloyd Nicks y Jess Russ, escritores - «Holy Forever» (en vivo) – Bethel Music, Jenn Johnson con CeCe Winans - «Praise» – Elevation Worship con Brandon Lake, Chris Brown y Chandler Moore; Pat Barrett, Chris Brown, Cody Carnes, Steven Furtick, Brandon Lake y Chandler Moore, escritores - «Firm Foundation (He Won't)» – Honor & Glory con Disciple - «In the Name of Jesus» – JWLKRS Worship y Maverick City Music con Chandler Moore; Austin Armstrong, Ran Jackson, Chandler Moore, Sajan Nauriyal, Ella Schnacky, Noah Schnacky e Ilya Toshinskiy, escritores - «In the Room» – Maverick City Music, Naomi Raine y Chandler Moore con Tasha Cobbs Leonard; G. Morris Coleman, Tasha Cobbs Leonard y Naomi Raine, escritores |
| Mejor álbum de góspel - More Than This – CeCe Winans - Covered Vol. 1 – Melvin Crispell III - Choirmaster II (Live) – Ricky Dillard - Father's Day – Kirk Franklin - Still Karen – Karen Clark Sheard | Mejor álbum de música cristiana contemporánea - Heart of a Human – Doe - When Wind Meets Fire – Elevation Worship - Child of God – Forrest Frank - Coat of Many Colors – Brandon Lake - The Maverick Way Complete – Maverick City Music, Naomi Raine y Chandler Moore |
| Mejor álbum de raíces góspel - Church – Cory Henry - The Gospel Sessions, Vol 2 – Authentic Unlimited - The Gospel According to Mark – Mark D. Conklin - Rhapsody – The Harlem Gospel Travelers - Loving You – The Nelons | |

#### Latina, global,reggaeynew age,ambiento cántico
| Mejor álbum de pop latino - Las mujeres ya no lloran – Shakira - Funk Generation – Anitta - El viaje – Luis Fonsi - García – Kany García - Orquídeas – Kali Uchis                                                                  | Mejor álbum de música urbana - Las letras ya no importan – Residente - Nadie sabe lo que va a pasar mañana – Bad Bunny - Rayo – J Balvin - Ferxxocalipsis – Feid - Att. – Young Miko |
| Mejor álbum alternativo o rock latino - ¿Quién trae las cornetas? – Rawayana - Compita del destino – El David Aguilar - Pa' tu cuerpa – Cimafunk - Autopoiética – Mon Laferte - Grasa – Nathy Peluso                               | Mejor álbum de música mexicana (incluyendo tejano) - Boca chueca, vol. 1 – Carín León - Diamantes – Chiquis - Éxodo – Peso Pluma - De lejitos – Jessi Uribe |
| Mejor álbum latino tropical - Alma, corazón y salsa (Live at Gran Teatro Nacional) – Tony Succar y Mimy Succar - Muevense – Marc Anthony - Bailar – Sheila E. - Radio Güira – Juan Luis Guerra - Vacilón santiaguero – Kiki Valera | Mejor interpretación de música global - «Bemba colorá» – Sheila E. con Gloria Estefan y Mimy Succar - «Raat Ki Rani» – Arooj Aftab - «A Rock Somewhere» – Jacob Collier con Anoushka Shankar y Varijashree Venugopal - «Rise» – Rocky Dawuni - «Sunlight to My Soul» – Angélique Kidjo con Soweto Gospel Choir - «Kashira» – Masa Takumi con Ron Korb, Noshir Mody y Dale Edward Chung |
| Mejor interpretación de música africana - «Love Me JeJe» – Tems - «Tomorrow» – Yemi Alade - «MMS» – Asake y Wizkid - «Sensational» – Chris Brown con Davido y Lojay - «Higher» – Burna Boy                                         | Mejor álbum de música global - Alkebulan II – Matt B con Royal Philharmonic Orchestra - Paisajes – Ciro Hurtado - Heis – Rema - Historias de un flamenco – Antonio Rey - Born in the Wild – Tems |
| Mejor álbum de reggae - Bob Marley: One Love - Music Inspired by the Film (Deluxe) – Varios artistas - Take It Easy – Collie Buddz - Party with Me – Vybz Kartel - Never Gets Late Here – Shenseea - Evolution – The Wailers       | Mejor álbum de new age, ambient o cántico - Triveni – Wouter Kellerman, Eru Matsumoto y Chandrika Tandon - Break of Dawn – Ricky Kej - Opus – Ryuichi Sakamoto - Chapter II: How Dark It Is Before Dawn – Anoushka Shankar - Warriors of Light – Radhika Vekaria |

#### Infantil, comedia, audiolibros y video/película musical
| Mejor álbum de músca infantil - Brillo, brillo! – Lucky Diaz and the Family Jam Band - Creciendo – Lucy Kalantari & the Jazz Cats - My Favorite Dream – John Legend - Solid Rock Revival – Rock for Children - World Wide Playdate – Divinity Roxx y Divi Roxx Kids | Mejor álbum de comedia - The Dreamer – Dave Chappelle - Armageddon – Ricky Gervais - The Prisoner – Jim Gaffigan - Someday You'll Die – Nikki Glaser - Where Was I – Trevor Noah |
| Mejor grabación de audiolibro, narración y storytelling - Last Sundays in Plains: A Centennial Celebration – Jimmy Carter - All You Need Is Love: The Beatles in Their Own Words – Guy Oldfield, productor - ...And Your Ass Will Follow – George Clinton - Behind the Seams: My Life in Rhinestones – Dolly Parton - My Name Is Barbra – Barbra Streisand | Mejor banda sonora recopilatoria para medios visuales - Maestro: Music by Leonard Bernstein – Bradley Cooper y Yannick Nézet-Séguin (London Symphony Orchestra); Bradley Cooper, Yannick Nézet-Séguin y Jason Ruder, productores de compilado; Steven Gizicki, supervisor de música - The Color Purple – Varios artistas; Nick Baxter, Blitz Bazawule y Stephen Bray, productores de compilado; Jordan Carroll y Morgan Rhodes, supervisoras de música - Deadpool & Wolverine – Varios artistas; Dave Jordan, Shawn Levy y Ryan Reynolds, productores de compilado; Dave Jordan, supervisor de música - Saltburn – Varios artistas; Emerald Fennell, productora de compilado; Kirsten Lane, supervisora de música - Twisters: The Album – Varios artistas; Ian Cripps, Brandon Davis, Joe Khoury y Kevin Weaver, productores de compilado; Mike Knobloch y Rachel Levy, supervisores de música |
| Mejor banda sonora para medios visuales (incluye cine y televisión) - Dune: Part Two – Hans Zimmer, compositor - American Fiction – Laura Karpman, compositora - Challengers – Trent Reznor y Atticus Ross, compositores - The Color Purple – Kris Bowers, compositor - Shōgun – Nick Chuba, Atticus Ross y Leopold Ross, compositores | Mejor banda sonora para videojuegos y otros medios interactivos - Wizardry: Proving Grounds of the Mad Overlord – Winifred Phillips, compositor - Avatar: Frontiers of Pandora – Pinar Toprak, compositor - God of War Ragnarök: Valhalla – Bear McCreary, compositor - Marvel's Spider-Man 2 – John Paesano, compositor - Star Wars Outlaws – Wilbert Roget II, compositor |
| Mejor canción escrita para medios visuales - «It Never Went Away» (de American Symphony) - Jon Batiste y Dan Wilson, escritores (Jon Batiste) - «Ain't No Love in Oklahoma» (de Twisters: The Album) - Jessi Alexander, Luke Combs y Jonathan Singleton, escritores (Luke Combs) - «Better Place» (de Trolls Band Together) - Amy Allen, Shellback y Justin Timberlake, escritores (NSYNC y Justin Timberlake) - «Can't Catch Me Now» (de The Hunger Games: The Ballad of Songbirds & Snakes) - Dan Nigro y Olivia Rodrigo, escritores (Olivia Rodrigo) - «Love Will Survive» (de The Tattooist of Auschwitz) - Walter Afanasieff, Charlie Midnight, Kara Talve y Hans Zimmer, escritores (Barbra Streisand)                        | Mejor video musical - «Not Like Us» – Kendrick Lamar - Dave Free y Kendrick Lamar, directores; Jack Begert, Cornell Brown, Sam Canter, Jared Heinke, Jamie Rabineau y Anthony Saleh, productores - «Tailor Swif» – A$AP Rocky - Vania Heymann y Gal Muggia, directores; Natan Schottenfels, productor - «360» – Charli XCX - Aidan Zamiri, director; Jami Arceo y Evan Thicke, productores - «Houdini» – Eminem - Rich Lee, director; Kathy Angstadt, Lisa Arianna y Justin Diener, productores - «Fortnight» – Taylor Swift con Post Malone - Taylor Swift, directora; Jil Hardin, productora |
| Mejor película musical - American Symphony – Jon Batiste - Matthew Heineman, director; Lauren Domino, Matthew Heineman y Joedan Okun, productores - June – June Carter Cash - Kristen Vaurio, directora; Josh Matas, Sarah Olson, Jason Owen, Mary Robertson y Kristen Vaurio, productores - Kings from Queens – Run-D.M.C. - Kirk Fraser, director; Dan Goodman, Brian Hunt y William H. Masterson III, productores - Stevie Van Zandt: Disciple – Steven Van Zandt - Bill Teck, director; Robert Cotto, David Fisher y Bill Teck, productores - The Greatest Night in Pop – Varios artistas - Bao Nguyen, director; Bruce Eskowitz, George Hencken, Larry Klein, Julia Nottingham, Lionel Richie y Harriet Sternberg, productores | |

#### Empaque, notas e histórico
| Mejor diseño de empaque - Brat – Charli XCX, Brent David Freaney e Imogen Strauss, directores de arte (Charli XCX) - The Avett Brothers – Scott Arett, Jonny Black y Giorgia Sage, directores de arte (The Avett Brothers) - Black Hotel – Sarah Dodds y Shauna Dodds, directoras de arte (William Clark Green) - F-1 Trillion – Archie Lee Coates IV, Jeffrey Franklin, Bobby Greenleaf, Blossom Liu, Kylie McMahon, Ana Cecilia Thompson Motta y Austin Post, directores de arte (Post Malone) - Hounds of Love (The Baskerville Edition) – Kate Bush y Albert McIntosh, directores de arte (Kate Bush) - Jug Band Millionaire – Andrew Wong y Julie Yeh, directores de arte (The Muddy Basin Ramblers) - Pregnancy, Breakdown, and Disease – Lee Pei-tzu, directora de arte (iWhoiWhoo) | Mejor empaque en caja o edición especial limitada - Mind Games – Simon Hilton y Sean Ono Lennon, directores de arte (John Lennon) - Half Living Things – Nick Azinas y Mike Hicks, directores de arte (Alpha Wolf) - Hounds of Love (The Boxes of Lost at Sea) – Kate Bush y Albert McIntosh, directores de arte (Kate Bush) - In Utero – Doug Cunningham y Jason Noto, directores de arte (Nirvana) - Unsuk Chin – Takahiro Kurashima y Marek Polewski, directores de arte (Unsuk Chin y Berliner Philharmoniker) - We Blame Chicago – Rebeka Arce y Farbod Kokabi, directores de arte (90 Day Men) |
| Mejores notas de álbum - Centennial – Ricky Riccardi, escritor de notas (King Oliver's Creole Jazz Band y varios artistas) - After Midnight – Tim Brooks, escritor de notas (Ford Dabney's Syncopated Orchestras) - The Carnegie Hall Concert – Lauren Du Graf, escritora de notas (Alice Coltrane) - John Culshaw – The Art of the Producer – The Early Years 1948-55 – Dominic Fyfe, escritor de notas (John Culshaw) - Sontrack original de la película "Al son de Beno" – Josh Kun, escritor de notas (Varios artistas) | Mejor álbum histórico - Centennial – Meagan Hennessey y Richard Martin, productores de compilado; Richard Martin, ingeniero de masterización; Richard Martin, ingeniero de restauración (King Oliver's Creole Jazz Band y varios artistas) - Diamonds and Pearls: Super Deluxe Edition – L. Londell McMillan, Charles F. Spicer Jr. y Duane Tudahl, productores de compilado; Brad Blackwood y Bernie Grundman, ingenieros de masterización; Chris James, ingeniero de restauración (Prince y The New Power Generation) - Paul Robeson – Voice of Freedom: His Complete Columbia, RCA, HMV, and Victor Recordings – Tom Laskey, Shana L. Redmond, Susan Robeson y Robert Russ, productores de compilado; Nancy Conforti y Andreas K. Meyer, ingenieros de masterización (Paul Robeson) - Pepito y Paquito – Pepe de Lucía y Javier Doria, productores de compilado; Jesús Bola, ingeniero de masterización; Jesús Bola, ingeniero de restauración (Pepe De Lucía y Paco de Lucía) - The Sound of Music (Original Soundtrack Recording – Super Deluxe Edition) – Mike Matessino y Mark Piro, productores de compilado; Steve Genewick y Mike Matessino, ingenieros de masterización (Rodgers, Hammerstein y Julie Andrews) |

#### Producción, ingeniería, composición y arreglos
| Mejor ingeniería de álbum, no clásica - I/O – Tchad Blake, Oli Jacobs, Katie May, Dom Shaw y Mark «Spike» Stent, ingenieros; Matt Colton, ingeniero de masterización (Peter Gabriel) - Algorithm – Dernst Emile II, Michael B. Hunter, Jordan Johnson, Stefan Johnson, Rachel Keen, John Kercy, Charles Moniz y Todd Robinson, ingenieros; Colin Leonard, ingeniero de masterización (Lucky Daye) - Cyan Blue – Jack Emblem, Jack Rochon y Charlotte Day Wilson, ingenieros; Chris Gehringer, ingeniero de masterización (Charlotte Day Wilson) - Deeper Well – Craig Alvin, Shawn Everett, Mai Leisz, Todd Lombardo, John Rooney, Konrad Snyder y Daniel Tashian, ingenieros; Greg Calbi, ingeniero de masterización (Kacey Musgraves) - Empathogen – Beatriz Artola, Zach Brown, Oscar Cornejo, Chris Greatti y Mitch McCarthy, Adam Schoeller y Willow Smith, ingenieros; Joe LaPorta, ingeniero de masterización (Willow) - Short n' Sweet – Bryce Bordone, Julian Bunetta, Serban Ghenea, Jeff Gunnell, Oli Jacobs, Ian Kirkpatrick, Jack Manning, Manolo Marroquín, John Ryan, Laura Sisk y Jack Antonoff, ingenieros; Nathan Dantzler y Ruairi O'Flaherty, ingenieros de masterización (Sabrina Carpenter) | Mejor ingeniería de álbum, clásica - Bruckner: Symphony No. 7; Bates: Resurrexit – Mark Donahue y John Newton, ingenieros; Mark Donahue, ingeniero de masterización (Manfred Honeck y Pittsburgh Symphony Orchestra) - Adams: Girls of the Golden West – Alexander Lipay y Dmitriy Lipay, ingenieros; Alexander Lipay y Dmitriy Lipay, ingenieros de masterización (John Adams, Daniela Mack, Ryan McKinny, Paul Appleby, Hye Jung Lee, Elliot Madore, Julia Bullock, Davóne Tines, Los Angeles Philharmonic y Los Angeles Master Chorale) - Andres: The Blind Banister – Silas Brown, Doron Schachter y Michael Schwartz, ingenieros; Matt Colton, ingeniero de masterización (Andrew Cyr, Inbal Segev y Metropolis Ensemble) - Clear Voices in the Dark – Daniel Shores, ingeniero; Daniel Shores, ingeniero de masterización (Matthew Guard y Skylark Vocal Ensemble) - Ortiz: Revolución diamantina – Alexander Lipay y Dmitriy Lipay, ingenieros; Alexander Lipay y Dmitriy Lipay, ingenieros de masterización (Gustavo Dudamel, María Dueñas, Los Angeles Philharmonic y Los Angeles Master Chorale) |
| Productor del año, clásico - Elaine Martone 1. Bartók: String Quartet No.3; Suite From 'The Miraculous Mandarin' (Franz Welser-Möst y The Cleveland Orchestra) (A) 2. The Book of Spells (Merian Ensemble) (A) 3. Bruckner: Symphony No. 4 (Franz Welser-Möst y The Cleveland Orchestra) (A) 4. Divine Mischief (Julian Bliss, J. Eric Wilson y Baylor University Wind Ensemble) (A) 5. Joy! (John Morris Russell y Cincinnati Pops) (A) 6. Prokofiev: Symphony No. 6 (Franz Welser-Möst y The Cleveland Orchestra) (A) 7. Schubert: The Complete Impromptus (Gerardo Teissonnière) (A) 8. Stranger at Home (Shachar Israel) (A) 9. Tchaikovsky: Symphony No. 4 (Franz Welser-Möst y The Cleveland Orchestra) (A) - Erica Brenner 1. Biber: Mystery Sonatas (Alan Choo, Jeannette Sorrell y Apollo's Fire) (A) 2. Handel: Israel in Egypt (Jeannette Sorrell, Apollo's Singers y Apollo's Fire) (A) 3. Mozart: Piano Sonatas, Vols. 5 & 6 (Orli Shaham) (A) 4. Songs for a Friend – A Tribute to Trumpeter Ryan Anthony (Varios artistas) (A) 5. Sonic Alchemy (YuEun Kim, Mina Gajić y Coleman Itzkoff) (A) - Christoph Franke 1. Beethoven: The Complete Symphonies (Antonello Manacorda y Kammerakademie Potsdam) (A) 2. Beethoven: Violin Sonatas Nos. 1, 5, 6 & 10 (Dénes Várjon y Antje Weithaas) (A) 3. Brahms, Viotti & Dvořák: Orchestral Works (Tanja Tetzlaff, Christian Tetzlaff, Paavo Järvi y Deutsches Symphonie-Orchester Berlin) (A) 4. Mozart: Sinigaglia (Noah Bendix-Balgley) (A) 5. Rachmaninoff: Symphony No. 2 (Kirill Petrenko y Berliner Philharmoniker) (A) 6. The Vienna Recital (Yuja Wang) (A) - Morten Lindberg 1. Mor (Karen Haugom Olsen y Nidaros Domkor) (A) 2. Pax (Nina T. Karlsen, Ensemble 96 y Current Saxophone Quartet) (A) 3. Sommerro: Borders (Nick Davies y Trondheim Symphony Orchestra) (A) - Dmitriy Lipay 1. Adams: Girls of the Golden West (John Adams, Daniela Mack, Ryan McKinny, Paul Appleby, Hye Jung Lee, Elliot Madore, Julia Bullock, Davóne Tines, Los Angeles Philharmonic y Los Angeles Master Chorale) (A) 2. Messiaen: Des Canyons Aux Étoiles... (Ludovic Morlot y Seattle Symphony) (A) 3. Ortiz: Revolución diamantina (Gustavo Dudamel, Gabriela Ortiz, María Dueñas, Los Angeles Philharmonic y Los Angeles Master Chorale) (A) - Dirk Sobotka 1. American Dreams (Louis Langrée y Cincinnati Symphony) (A) 2. Bruckner: Symphony No. 7; Bates: Resurrexit (Manfred Honeck y Pittsburgh Symphony Orchestra) (A) 3. Dvořák: Symphony No. 9, 'From the New World'; American Suite (Nathalie Stutzmann y Atlanta Symphony Orchestra) (A) 4. Radiance Untethered - The Choral Music of John Wykoff (Cameron F. Labarr y Missouri State University Chorale) (A) | Mejor álbum con sonido envolvente - I/O (In-Side Mix) – Hans-Martin Buff, ingeniero de mezcla envolvente; Peter Gabriel, productor de sonido envolvente (Peter Gabriel) - Avalon – Bob Clearmountain, ingeniero de mezcla envolvente; John Webber, ingeniero de masterización envolvente; Rhett Davies y Bryan Ferry, productores de sonido envolvente (Roxy Music) - Genius Loves Company – Michael Romanowski, Eric Schilling y Herbert Waltl, ingenieros de mezcla envolvente; Michael Romanowski, ingeniero de masterización envolvente; John Burk, productor de sonido envolvente (Ray Charles con varios artistas) - Henning Sommerro: Borders – Morten Lindberg, ingeniero de mezcla envolvente; Morten Lindberg, ingeniero de masterización envolvente; Morten Lindberg, productor de sonido envolvente (Trondheim Symphony Orchestra) - Pax – Morten Lindberg, ingeniero de mezcla envolvente; Morten Lindberg, ingeniero de masterización envolvente; Morten Lindberg, productor de sonido envolvente (Ensemble 96 y Current Saxophone Quartet)                                                  |
| Mejor composición instrumental - «Strands» – Pascal Le Boeuf, compositor (Akropolis Reed Quintet, Pascal Le Boeuf y Christian Euman) - «At Last» – Shelton G. Berg, compositor (Shelly Berg) - «Communion» – Christopher Zuar, compositor (Christopher Zuar Orchestra) - «I Swear, I Really Wanted to Make a "Rap" Album but This Is Literally the Way the Wind Blew Me This Time» – André 3000, Surya Botofasina, Nate Mercereau y Carlos Niño, compositores (André 3000) - «Remembrance» – Chick Corea, compositor (Chick Corea y Béla Fleck) | Mejor arreglo, instrumental o a capela - «Bridge over Troubled Water» – Jacob Collier, Tori Kelly y John Legend, arreglistas (Jacob Collier con John Legend y Tori Kelly) - «Baby Elephant Walk – Encore» – Michael League, arreglista (Snarky Puppy) - «Rhapsody in Blue (Grass)» – Béla Fleck, arreglista (Béla Fleck con Michael Cleveland, Sierra Hull, Justin Moses, Mark Schatz y Bryan Sutton) - «Rose Without the Thorns» – Erin Bentlage, Alexander Lloyd Blake, Scott Hoying, A.J. Sealy y Amanda Taylor, arreglistas (Scott Hoying con Säje y Tonality) - «Silent Night» – Erin Bentlage, Sara Gazarek, Johnaye Kendrick y Amanda Taylor, arreglistas (Säje) |
| Mejor arreglo, instrumental y vocal - «Alma» – Erin Bentlage, Sara Gazarek, Johnaye Kendrick y Amanda Taylor, arreglistas (Säje con Regina Carter) - «Always Come Back» – Matt Jones, John Legend y Sufjan Stevens, arreglistas (John Legend) - «Big Feelings» – Chris Greatti, Willow y Zach Tenorio, arreglistas (Willow) - «Last Surprise (From "Persona 5")» – Charlie Rosen y Jake Silverman, arreglistas (The 8-Bit Big Band con Jonah Nilsson y Button Masher) - «The Sound of Silence» – Cody Fry, arreglista (Cody Fry con Sleeping at Last) | |

#### Clásica
| Mejor interpretación orquestal - «Ortiz: Revolución diamantina» – Gustavo Dudamel, director (Los Angeles Philharmonic) - «Adams: City Noir, Fearful Symmetries & Lola Montez Does the Spider Dance» – Marin Alsop, directora (ORF Vienna Radio Symphony Orchestra) - «Kodály: Háry János Suite; Summer Evening & Symphony in C Major» – JoAnn Falletta, directora (Buffalo Philharmonic Orchestra) - «Sibelius: Karelia Suite, Rakastava, & Lemminkäinen» – Susanna Mälkki, directora (Helsinki Philharmonic Orchestra) - «Stravinsky: The Firebird» – Esa-Pekka Salonen, director (San Francisco Symphony) | Mejor grabación de ópera - «Saariaho: Adriana Mater» – Esa-Pekka Salonen, director; Fleur Barron, Axelle Fanyo, Nicholas Phan y Christopher Purves; Jason O'Connell, productor (San Francisco Symphony; San Francisco Symphony Chorus; Timo Kurkikangas) - «Adams: Girls of the Golden West» – John Adams, director; Paul Appleby, Julia Bullock, Hye Jung Lee, Daniela Mack, Elliot Madore, Ryan McKinny y Davóne Tines; Dmitriy Lipay, productor (Los Angeles Philharmonic; Los Angeles Master Chorale) - «Catán: Florencia en el Amazonas» – Yannick Nézet-Séguin, director; Mario Chang, Michael Chioldi, Greer Grimsley, Nancy Fabiola Herrera, Mattia Olivieri, Ailyn Pérez y Gabriella Reyes; David Frost, productor (The Metropolitan Opera Orchestra; The Metropolitan Opera Chorus) - «Moravec: The Shining» – Gerard Schwarz, director; Tristan Hallett, Kelly Kaduce y Edward Parks; Blanton Alspaugh, productor (Kansas City Symphony; Lyric Opera of Kansas City Chorus) - «Puts: The Hours» – Yannick Nézet-Séguin, director; Joyce DiDonato, Renée Fleming y Kelli O'Hara; David Frost, productor (Metropolitan Opera Orchestra; Metropolitan Opera Chorus) |
| Mejor interpretación coral - «Ochre» – Donald Nally, director (The Crossing) - «Clear Voices in the Dark» – Matthew Guard, director (Carrie Cheron, Nathan Hodgson, Helen Karloski y Clare McNamara; Skylark Vocal Ensemble) - «A Dream So Bright – Choral Music of Jake Runestad» – Eric Holtan, director (Jeffrey Biegel; True Concord Orchestra; True Concord Voices) - «Handel: Israel in Egypt» – Jeannette Sorrell, directora (Margaret Carpenter Haigh, Daniel Moody, Molly Netter, Jacob Perry y Edward Vogel; Apollo's Fire; Apollo's Singers) - «Sheehan: Akathist» – Elaine Kelly, directora; Melissa Attebury, Stephen Sands y Benedict Sheehan, maestros de coro (Elizabeth Bates, Paul D'Arcy, Tynan Davis, Aine Hakamatsuka, Steven Hrycelak, Helen Karloski, Enrico Lagasca, Edmund Milly, Fotina Naumenko, Neil Netherly, Timothy Parsons, Stephen Sands, Miriam Sheehan y Pamela Terry; Novus NY; Artefact Ensemble, The Choir of Trinity Wall Street, Downtown Voices y Trinity Youth Chorus) | Mejor interpretación de conjunto musical pequeño o música de cámara - «Rectangles and Circumstance» – Caroline Shaw y Sō Percussion - «Adams, J.L.: Waves & Particles» – JACK Quartet - «Beethoven for Three: Symphony No. 4 and Op. 97, 'Archduke'» – Yo-Yo Ma, Leonidas Kavakos y Emanuel Ax - «Cerrone: Beaufort Scales» – Beth Willer, Christopher Cerrone y Lorelei Ensemble - «Home» – Miró Quartet |
| Mejor solo instrumental clásico - «Bach: Goldberg Variations» – Víkingur Ólafsson - «Akiho: Longing» – Andy Akiho - «Eastman: The Holy Presence of Joan D'Arc» – Seth Parker Woods - «Entourer» – Mak Grgić (Ensemble Dissonance) - «Perry: Concerto for Violin & Orchestra» – Curtis Stewart; James Blachly, director (Experiential Orchestra) | Mejor álbum vocal clásico de solista - Beyond the Years – Unpublished Songs of Florence Price – Karen Slack, solista; Michelle Cann, pianista - A Change Is Gonna Come – Nicholas Phan, solista; Palaver Strings, conjunto - Bespoke Songs – Fotina Naumenko, solista; Marika Bournaki, pianista; Julian Schwarz, artista (Nadège Foofat; Julietta Curenton, Colin Davin, Mark Edwards, Nadia Pessoa, Timothy Roberts, Ryan Romine, Akemi Takayama, Karlyn Viña y Garrick Zoeter) - Show Me the Way – Will Liverman, solista; Jonathan King, pianista - Wagner: Wesendonck Lieder – Joyce DiDonato, solista; Maxim Emelyanychev, director (Il Pomo d’Oro) |
| Mejor compendio clásico - Ortiz: Revolución diamantina – Gustavo Dudamel, director; Dmitriy Lipay, productor - Akiho: BeLonging – Andy Akiho e Imani Winds; Andy Akiho, Sean Dixon y Mark Dover, productores - American Counterpoints – Curtis Stewart; James Blachly, director; Blanton Alspaugh, productor - Foss: Symphony No. 1; Renaissance Concerto; Three American Pieces; Ode – JoAnn Falletta, directora; Bernd Gottinger, productor - Mythologies II – Sangeeta Kaur, Omar Najmi, Hilá Plitmann, Robert Thies y Danaë Xanthe Vlasse; Michael Shapiro, director; Jeff Atmajian, Emilio D. Miler, Hai Nguyen, Robert Thies, Danaë Xanthe Vlasse y Kitt Wakeley, productores | Mejor composición clásica contemporánea - «Ortiz: Revolución diamantina» – Gabriela Ortiz, compositora (Gustavo Dudamel, Los Angeles Philharmonic y Los Angeles Master Chorale) - «Casarrubios: Seven for Solo Cello» – Andrea Casarrubios, compositora (Andrea Casarrubios) - «Coleman: Revelry» – Valerie Coleman, compositora (Decoda) - «Lang: Composition as Explanation» – David Lang, compositor (Eighth Blackbird) - «Saariaho: Adriana Mater» – Kaija Saariaho, compositora; Amin Maalouf, libretista (Esa-Pekka Salonen, Fleur Barron, Nicholas Phan, Christopher Purves, Axelle Fanyo, San Francisco Symphony Chorus & Orchestra) |